# Drest X dei Pitti
Drest X, chiamato anche Drust, (fl. IX secolo), è stato sovrano dei Pitti da prima dell'845 all'848 e rivale di Kenneth MacAlpin.
Secondo la Cronaca dei Pitti era figlio di Uurad.